# Parque Nacional El Naggaza
O Parque Nacional El Naggaza é um parque nacional da Líbia no distrito de Murqub, perto de Trípoli. Esta área protegida foi estabelecida em 1993 e cobre uma área de 4,000 ha (9,900 acres).

## Flora e fauna
O parque abriga diversos tipos de aves, como flamingos e gaivotas, e também focas.